# 艾斯潘諾拉島

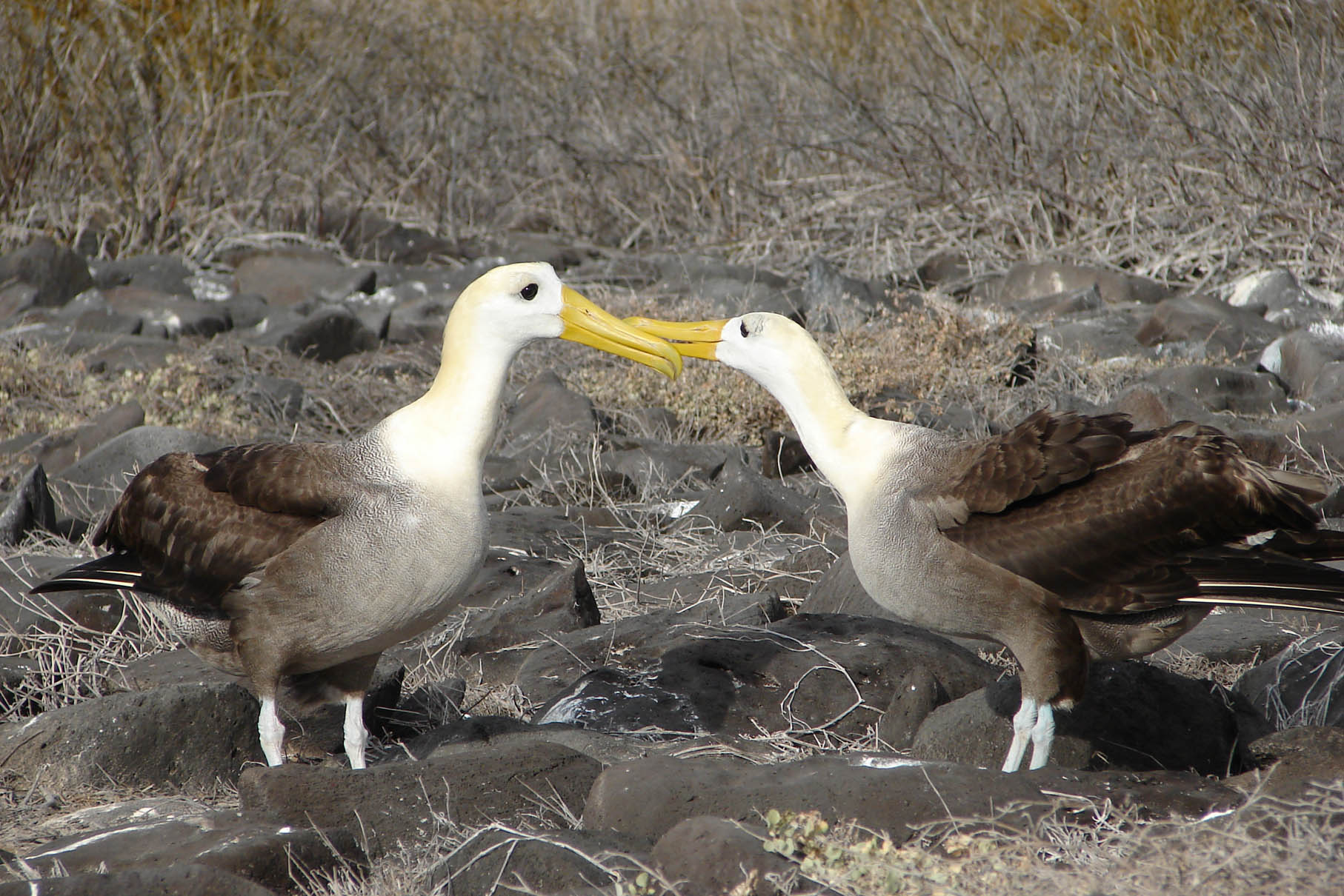
埃斯帕尼奥拉島是波紋信天翁的主要棲息地。

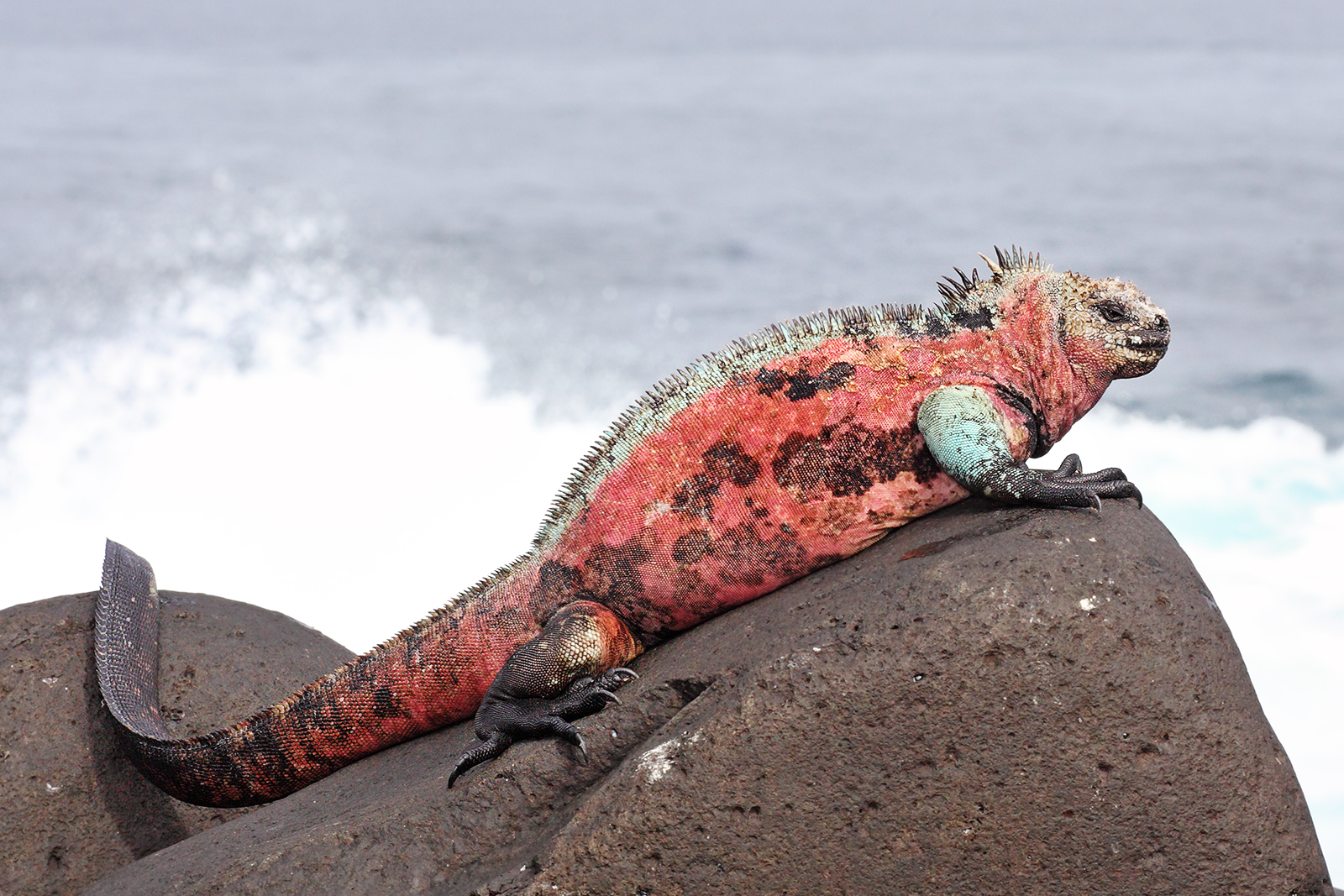
海鬣蜥是加拉巴戈群島的特有生物，而埃斯帕尼奥拉島上的亞種又擁有特殊的紅色外表。

埃斯帕尼奥拉島（西班牙語：Isla Española，意为“西班牙岛”）是南美洲國家厄瓜多爾的島嶼，位於太平洋東岸，是加拉帕戈斯群島的一部分，距離人口最多的聖克魯斯島約10至12小時船程。該島面積61平方公里，最高點海拔高度206米。島上無人居住，但卻擁有大量的海鳥與其他如海鬣蜥或海獅之類的野生動物棲息。島上的波紋信天翁（Waved Albatross）是整個群島所棲息的鳥類中體型最大的一種，幾乎全世界所有的波紋信天翁族群，都是棲息於該島上。

## 外部連結
- Espanola (Galapagos) on Wikivoyage
- Espanola wildlife and visitor sites Galapagosonline.com （页面存档备份，存于）*
- Fauna at Gardner Bay